# Michał Karbowski
Michał Karbowski (ur. 1982 w Wieluniu) – polski gitarzysta, absolwent Akademii Muzycznej w Katowicach.

## Życiorys
Od 2001 do 2006 brał udział w festiwalach piosenki i poezji śpiewanej jako akompaniator (Duet Iwona Kania, Michał Karbowski) (m.in. Studencki Festiwal Piosenki w Krakowie, FAMA we Wrocławiu, BAZUNA w Sopocie, Ogólnopolski Konkurs Recytatorski z Finałem we Włocławku, GitaraPlus we Wrocławiu, „O Złote Koło Młyńskie” w Stargardzie Szczecińskim, i in.).
Związany jest z wrocławskimi zespołami sceny niezależnej: Robotobibok (od 2007), Ziemia Planeta Ludzi (płyta wydana nakładem wytwórni OM w 2008 roku) oraz Keep Your Heart Right.
Od 2010 do 2012 współpracował z zespołem The Jazz Statues czego efektem były dwie płyty: 2010 tour i Conquer the world oraz udział w festiwalach w Europie zachodniej: Szolnoki Tiszavirag Fesztival (Szolnok – Węgry), Bingen Swingt (Bingen – Niemcy), Montreux Jazz Festival (Montreux – Szwajcaria), Bardentreffen (Nurnberg – Niemcy), Kulturufer festival (Friedrichshafen – Niemcy) i Stramu (Wurzburg – Niemcy).
W 2012 roku zespół stworzył niemy film – Ucieczka ze szklanej kuli do którego muzykę napisał Karbowski. Projekt został laureatem nurtu off Przeglądu piosenki Aktorskiej we Wrocławiu. W 2012 roku aranżował utwory ludowe ziemi wieluńskiej dla zespołu
Tadeusza Nic Nie Rusza, owocem jest płyta Folkowe Inspiracje.
Od marca 2014 współtworzy wraz z Senegalczykiem Abdoulaye Badij oraz wrocławskimi muzykami zespół Sewa Kaffo (szczęśliwa grupa) łączący world music z jazzem.
Od 2011 jest gitarzystą Teatru Rozrywki w Chorzowie.
Lider zespołu Moon Hoax, którego debiutancki album miał premierę w styczniu 2014.
W roku 2017 rozpoczęła się współpraca gitarzysty z czasopismem muzycznym „Top Guitar”.
W marcu 2017 roku gitarzysta wydał swój pierwszy solowy album - The King - Race above the sky. Na płytę składa się dziewięć kompozycji oscylujących w klimatach instrumentalnego rocka i metalu. Zespół tworzą obok gitarzysty: basista Jędrzej Łaciak oraz perkusista Bartek Herman.

## Dyskografia
- Ziemia Planeta Ludzi – Ziemia Planeta Ludzi (2008)[7]
- The Jazz Statues – 2010 tour (2010)
- The Jazz Statues – Conquer the world (2011)
- Moon Hoax – Moon Hoax (2014)
- De Stravanza – Sterne und lichter (2014)
- The Badji Band – Sabaro (2015)
- Gift and The Moonbeams - Gift's Sounds (Rythm Bomb 2016)[8]
- The King - Race above the sky (Capricornus 2017)[3]

### Jako aranżer
- TNNR – Folk Inspirations (2012)
- Iwona Karbowska – Zapomniane kolędy (2014)

### Jako producent
- Iwona Karbowska, Przemysław Borowiecki – Wiersze na operę i perkusję (2015)[9]